# Liwa Tahrir al-Furat
Liwa Tahrir al-Furat (la « Brigade de Libération de l'Euphrate ») est un groupe rebelle de la guerre civile syrienne fondé en 2016.

## Fondation et affiliations

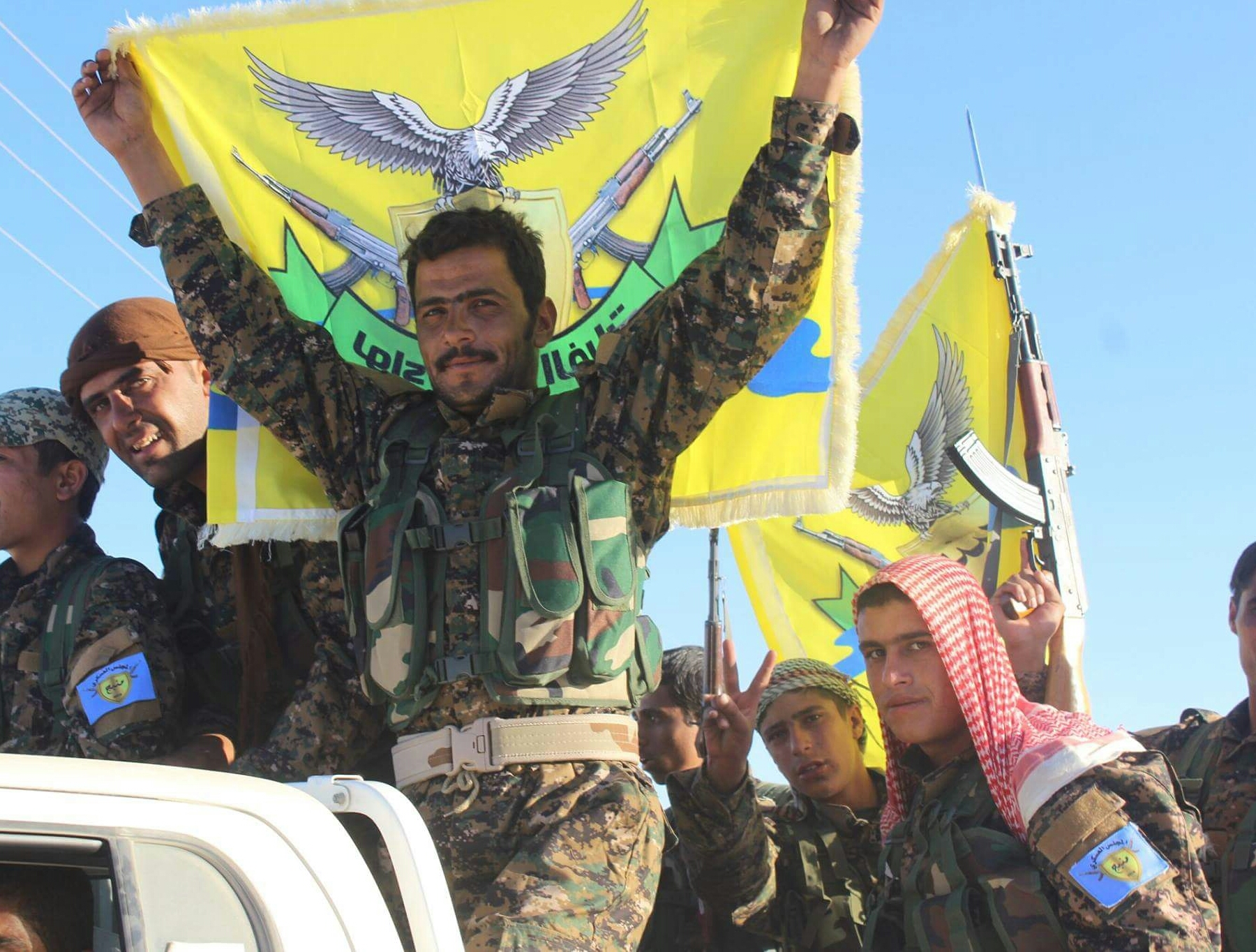
Des combattants du Liwa Tahrir al-Furat avec le drapeau du groupe.

Le Liwa Tahrir al-Furat annonce sa formation le 3 octobre 2016, au sein des Forces démocratiques syriennes et du Conseil militaire de Manbij,.

## Organisation
Le groupe est dirigé par Enwer Xebat et compte 250 hommes à sa fondation. Certains sont d'anciens combattants de l'Armée syrienne libre.

## Idéologie
À sa fondation, le Liwa Tahrir al-Furat affirme combattre pour une Syrie démocratique et fédérale.

## Actions et zones d'opérations
Actif dans les gouvernorats d'Alep et Raqqa, le groupe participe à la bataille de Tabqa et à la bataille de Raqqa.